# عظيم سرا (لعبة شعبية)
لعبة عظيم سرا هي لعبة شعبية تشتهرفي مناطق مختلفة من المملكة العربية السعودية كالمنطقة الوسطى والشمالية والشرقية، وفي عدد من دول الخليج العربي كالإمارات والكويت. وتُلعب باستخدام عظم من عظام الحيوانات.

## نبذه
- يمكن لجميع الأعمار ممارسة لعبة عظيم سرا حيث تتطلب تركيزاً عالياً و مهارة بالبحث.
- تتعدد أسماء اللعبة بتعدد البيئات الشعبية التي تُلعب فيها، ومن أسمائها: عظيم سرى، عظيم ساري، عظيم لوَّاح، عظيم لاح.[2][1]

## اللعبة عبر التاريخ
ذُكرت اللعبة في كتاب لسان العرب من ابن منظور قائلًا: عظم وضاح وهي لعبة يطرحون بالليل قطعة عظم فمن أصابه فقد غلب أصحابه، فيقولون: عظيم وضاح ضحن الليلة، لا تضحن بعدها من ليله.

## الطريقة
- ينقسم المشاركون إلى قسمين، و يتم اختيار من يبدأ اللعبة عبر القرعة، ثم يقف من أصابته القرعة أمام اللاعبين و يقوم برمي العظم بالاتجاه المعاكس للاعبين، وبعد سقوطه ينطلق كلا الفريقين للبحث عنه، ومن يعثر عليه يخفي أمر اكتشافه ويحاول إعادته لنقطه البداية، ثم يقول بأعلى صوته جمله "سرى"، فينطلق كلا الفريقين، حيث يحاول فريقه حمايته بينما يحاول الفريق الآخر اعتراضه و سلبه العظم، ولو ظفرت المجموعة الأخرى بالعظم يعتبر خسارة للفريق الأول وتستمر المطاردة حتى ايصال العظم إلى نقطة البداية بسلامة.[6]
- في مناطق من السعودية يقول اللاعب بعدما يلقي بالعظم ويلوح به بكل قوته: عظيم لاح وين سرى؟ وين راح؟، فهو يسألهم ويستحثهم على البحث عنه.[1]
- وفي الإمارات كان أبناء البادية كانوا يقولون: عظيم سرى، حيث ينادي من يطلق العظم بهذا الشكل ليرد عليه باقي الأولاد: طاح واندرى. أما أبناء الحضر فكان من يرمي العظم ينادي: عظيم لواح طاح وارتاح، فيرد عليه الأولاد لوح به.[2]